# Liste der Monuments historiques in Les Ormes-sur-Voulzie
Die Liste der Monuments historiques in Les Ormes-sur-Voulzie führt die Monuments historiques in der französischen Gemeinde Les Ormes-sur-Voulzie auf.

## Liste der Objekte
| Bezeichnung               | Beschreibung                          | Standort                                        | Kennzeichnung | Schutzstatus | Datum | Bild |
| ------------------------- | ------------------------------------- | ----------------------------------------------- | ------------- | ------------ | ----- | ---- |
| Skulptur Madonna mit Kind | Kalkstein, polychrom gefasst, um 1300 | in der Kirche Notre-Dame de l’Assomption (Lage) | PM77002234    | Classé       | 2003  |      |